# Distretto di Székesfehérvár
Il distretto di Székesfehérvár (in ungherese Székesfehérvári járás) è un distretto dell'Ungheria, situato nella provincia di Fejér.